# 当別断層
当別断層（とうべつだんそう）は、北海道石狩郡当別町に走る断層。

## 概要
北海道石狩郡当別町青山奥二番川より、同じ当別町本中小屋にかけておおよそ南北に沿って存在する断層で、長さは20kmである。
当別断層の平均的な上下のずれは、1000年で、10cmから20cmほどである。最も新しい活動は、11,000年前以降、2,200年前以前に、あった可能性があるとされる。活動時には、断層の西側が東側に対して1.5mほど隆起した可能性があるとされる。平均的な活動間隔は、7,500年から15,000年であった可能性があるとされる。
当別断層による地震が起きる場合、マグニチュードは7.0ほど、可能性は、30年以内では、0 - 2%とされる。その場合、当別町・石狩市・江別市の一部地域では、震度6強の震度が想定され、札幌市中心部でも震度6弱の震度が想定されている。